# Fersengeld
Wer Fersengeld gibt, flüchtet/flieht, ohne zu kämpfen oder ohne zu zahlen, „wobei man vielleicht die schnell abwechselnd sichtbar werdenden Fersen eines Entfliehenden mit springenden Geldstücken verglich“. Laut Karl Friedrich Wilhelm Wander: „Auf eine schimpfliche Weise fliehen“. Die Redewendung ist zwar seit dem 13. Jahrhundert bezeugt, ihre Herkunft hingegen ist unklar.

## Deutungsversuche
Sie könnte auf den alemannischen Rechtsbrauch des Strafgeldes für Flüchtlinge aus der Schlacht zurückgehen, da man von diesen nur noch die Fersen zu sehen bekam. „Nach dem alemannischen Recht musste der, welcher seine Mitkämpfer in Gefahr verließ und dadurch in Lebensgefahr brachte, 160 Solidus als Strafe bezahlen, weil er dem Feind die Fersen gezeigt hatte.“
Eine andere mögliche Herkunft ließe sich aus dem Sachsenspiegel herleiten, wo das Verlassen des Mannes durch die Ehefrau bei den Wenden mit der Zahlung eines versne pennige abgegolten werden konnte. 

## Beispiele
- "Fersen gellt geben" (in Martin Luthers Sprichwörtersammlung, 1521 oder später)[4]
- „Das Fersengeld ist oft die beste Münze“[3]
- „Mit verssengelt bezahlen“[3]
- „Do der wirt wolt haben gelt / Do draff ichs loch weyt vbers feldt, / Mit meynen fersern b’zalt ich das, /Was an der kerben zeichnet was“[1]
- eine moderne Version nach Lutz Röhrich: „Wer keine Kopfquote bekommt, muss Fersengeld geben.“[1]